# Sentimental Hygiene
Sentimental Hygiene è il sesto album in studio del cantautore statunitense Warren Zevon, pubblicato nel 1987.

## Tracce
Tutte le tracce sono di Warren Zevon, eccetto dove indicato.
1. Sentimental Hygiene – 5:06
2. Boom Boom Mancini – 4:54
3. The Factory – 2:45
4. Trouble Waiting to Happen (J. D. Souther, Zevon) – 3:32
5. Reconsider Me – 3:09
6. Detox Mansion (Jorge Calderón, Zevon) – 3:15
7. Bad Karma – 3:15
8. Even a Dog Can Shake Hands (Bill Berry, Peter Buck, Mike Mills, Zevon) – 3:26
9. The Heartache – 3:19
10. Leave My Monkey Alone – 4:12